# سیتینگ
سیتینگ (به انگلیسی: Seething) یک روستا و محله مدنی در بریتانیا است که در South Norfolk واقع شده‌است. سیتینگ ۶٫۷۸ کیلومتر مربع مساحت و ۳۶۵ نفر جمعیت دارد.